# Horemchauef

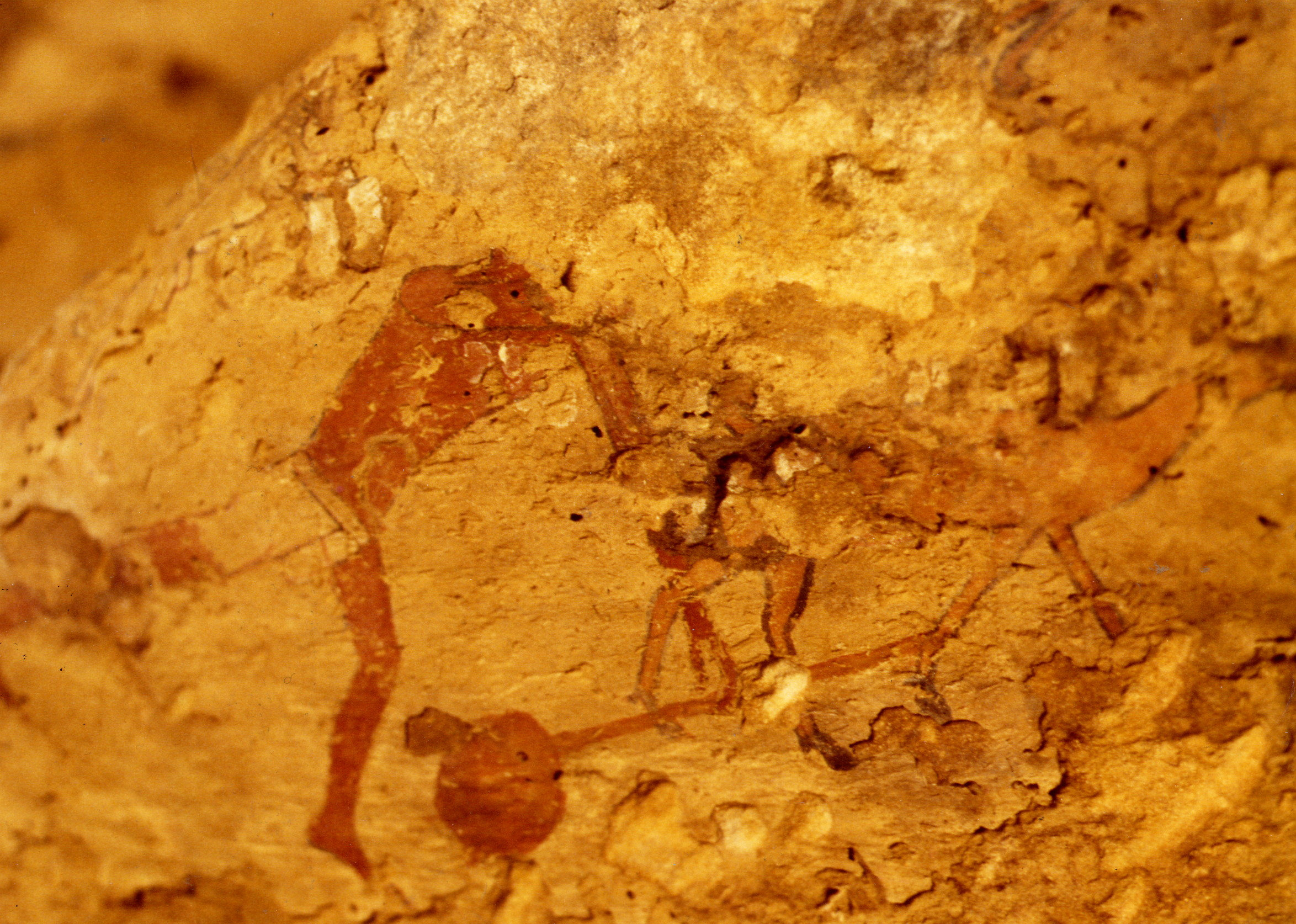
Malerei aus dem Grab des Horemchaef

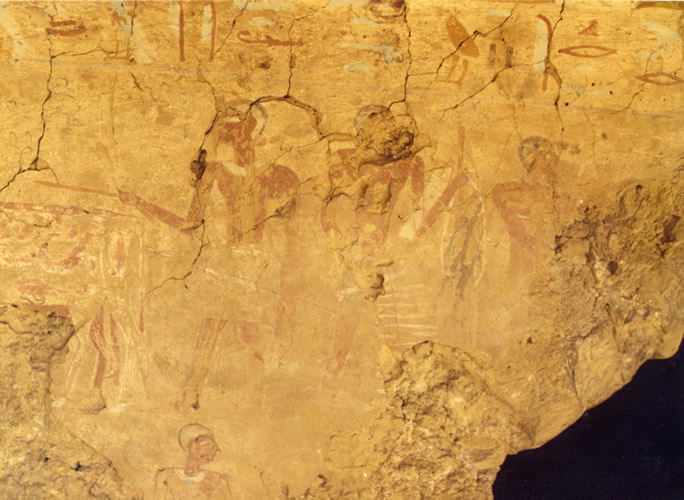
Malerei aus dem Grab des Horemchaef

Horemchauef war ein lokaler Beamter aus dem Alten Ägypten der Zweiten Zwischenzeit (um 1700 bis 1550 v. Chr.). Bekannt ist er vor allem von seinem Grab in Hierakonpolis und seiner Grabstele, auf der er von seiner Reise in die königliche Residenz berichtet. 
Horemchauef war Erster Aufseher der Priester der Horus von Nechen und Feldervorsteher.  Sein Vater Djehuti trug fast dieselben Titel; seine Mutter war der Königsschmuck Tjet; seine Gemahlin war der Königsschmuck Sobeknacht. Als Kinder sind bekannt die Söhne Djehuti, Sobeknacht und die Töchter Hormaacheru und Hesitef.
Sein Grab in Hierakonpolis ist eine kleine Grabanlage, doch gehört es zu den wenigen Gräbern der Zweiten Zwischenzeit, die ausgemalt sind. Die Bemalung ist heute nur noch zum Teil erhalten. In dem Grab erscheint der Vorzeichner Sedjemnetjeru, der es wahrscheinlich ausgemalt hat. Bei dem Grab fand sich eine Stele (heute im Metropolitan Museum of Art in New York, 35.7.55), auf der er und seine Frau abgebildet sind, und auf der auch seine Familienmitglieder genannt werden. Der Text auf der Stele enthält eine längere Idealbiographie und berichtet von seiner Reise an den königlichen Hof nach Itjtaui (wahrscheinlich bei dem modernen Dorf el-Lischt), wo er am Hof vor dem König ein neues Kultbild des Horus und seiner Mutter (sicherlich Isis) erhielt.
Der Text ist von historischer Wichtigkeit, denn er belegt, dass Itjtaui, die Hauptstadt der 12. Dynastie, noch am Ende der 13. Dynastie als königliche Residenz für Ägypten fungierte.